# Batalla de Mucuritas
La batalla de Mucuritas fue un enfrentamiento militar sucedido el 28 de enero de 1817 entre las fuerzas patriotas al mando de José Antonio Páez y las realistas del español Miguel de la Torre.

## Antecedentes
Debido a la reactivación del conflicto en Venezuela, Pablo Morillo ordena al brigadier Latorre salir de Pore, atravesar la cordillera de los Andes y Casanare hasta llegar a la provincia de Guayana. Siguiendo el curso del río Apure se acaba por reunir con el brigadier Sebastián de la Calzada en Guasdualito. Ambos mandan la división de Vanguardia, de 2.500 infantes y 1.500 jinetes veteranos. De reserva tienen 5.000 soldados que guarnecen la costa entre Coro y Caracas.
Entre tanto, el jefe llanero Páez ve la oportunidad de emboscarlos. Decide abandonar el asedio de San Fernando de Apure y provocar a Latorre, que le cree más débil de lo que en verdad es. El español salió persiguiendo a su enemigo hasta un hato en la sabana de Mucuritas. 

## Combate
El ejército realista se componía de dos escuadrones de lanceros venezolanos y otro de Húsares de Fernando VII al mando del coronel Remigio Ramos. También había una compañía de artilleros y respecto de la infantería, eran una compañía de cazadores españoles del batallón Victoria, otras dos del 3er. batallón de Numancia (todos venezolanos) y las fuerzas neogranadinas del batallón ligero Cachirí. A diferencia de su enemigo, las montoneras llaneras de Páez iban armadas solo con lanzas de albaricos cortados en los bosques cercanos. Estaban organizadas en tres columnas, dos de ellas ligeras y una principal, de reserva.
La batalla comienza a las 09:00 horas. Las dos columnas ligeras evitaron el fuego de los fusileros atacando por los flancos a la caballería monárquica, provocándola para que las persiguiera y se separara de su infantería. Cuando los jinetes realistas estaban lejos los llaneros dieron vuelta y atacaron apoyados por la reserva, poniéndolos en fuga.
Poco después, unos cincuenta llaneros prendieron fuego a las altas pajas secas. Las llamas se extendieron por toda la sabana, llenándola de humo. Los infantes realistas logran formar un cuadrado defensivo y aguantan 14 cargas de los patriotas. Sin embargo, pronto se ven rodeados por el fuego y los monárquicos solo salvan de la total aniquilación al alcanzar un pantano donde deben sumergirse con el agua hasta la cintura para salvarse. Páez se retiró a las 16:00 horas tras capturar 300 caballos de carga.

## Consecuencias
Las fuerzas realistas continuaron su marcha, diez días después llegaron a San Fernando y siguieron  hasta Angostura. La campaña de Guayana comenzaba. Páez quedó dueño de los territorios entre los ríos Apure y Arauca, y pudo invadir la provincia de Barinas. Por su parte, Morillo invadió isla Margarita con 3.000 soldados.